# Duilio Susmel
Duilio Susmel (Fiume, 15 ottobre 1919 – San Godenzo, 19 febbraio 1984) è stato un giornalista italiano.

## Biografia
Figlio dell'insegnante e scrittore Edoardo, si trasferì a Firenze nel 1942, dove conseguì la laurea e iniziò la sua attività di giornalista pubblicista, collaborando ai settimanali Oggi, Domenica del Corriere, Gente, Tempo Illustrato, Il Borghese, e ai quotidiani Il Tempo e Il Popolo d'Italia; aderì al fascismo e militò nella Repubblica Sociale Italiana come tenente della Guardia Nazionale Repubblicana Forestale.
Nell'immediato Dopoguerra cominciò col padre la stesura dell'opera omnia di Benito Mussolini che, a seguito della morte del genitore nel 1948, completò da solo tre anni più tardi. Nel 1952 scrisse con Giorgio Pini Mussolini l'uomo e l'opera, una biografia del Duce in quattro volumi. Negli anni Cinquanta e Sessanta si occupò del delitto Matteotti e dell'ipotetico carteggio che Mussolini ebbe con Winston Churchill, oltre che di quelli che ebbe con Roberto Farinacci e suo fratello Arnaldo; trascrisse inoltre le conversazioni avvenute col giornalista Carlo Silvestri negli ultimi mesi della seconda guerra mondiale.
Fu l'unico giornalista italiano a cui, dopo la caduta del regime, il caudillo Francisco Franco concesse un'intervista; nel 1962 Susmel pubblicò a puntate sul mensile Successo una biografia del generalissimo spagnolo. Negli anni Sessanta pubblicò Vita sbagliata di Galeazzo Ciano, Nenni e Mussolini mezzo secolo di fronte, Un uomo chiamato Mussolini e la raccolta Mussolini corrispondenza inedita. Diede alle stampe inoltre I dieci mesi terribili: da El Alamein al 25 luglio 43 nel 1974 e Mussolini e Pio XI l'anno seguente.
Negli ultimi mesi di vita stava lavorando a due progetti commissionategli da Il Secolo d'Italia: La vera storia di Mussolini (completato poi dalla moglie Nedda Dragogna e dal suo allievo Renzo Santinon dopo la sua scomparsa e apparso in occasione del centenario dalla nascita del dittatore) e Controstoria dell'ultimo Mussolini e della Repubblica Sociale Italiana, rimasto inedito. Morì a Castagno d'Andrea, frazione di San Godenzo, in provincia di Firenze. Nel Centro Studi della RSI si trova l'archivio Susmel, nel quale sono contenute tutte le sue fatiche letterarie.

## Opere
- D. Susmel-Giorgio Pini, Mussolini. L'uomo e l'opera, 4 voll., Firenze, La Fenice, 1953.
- Vita sbagliata di Galeazzo Ciano, Milano, Aldo Palazzi Editore, 1962.
- Nenni e Mussolini: mezzo secolo di fronte, 1896-1945, Milano, Rizzoli, 1969.
- Un uomo chiamato Mussolini, 1973.
- Mussolini e Pio XI, 1975.
- I dieci mesi terribili: da El Alamein al 25 luglio 1943, Roma, Ciarrapico, 1981.

### Curatele
- B. Mussolini, Opera Omnia, 36 voll., Firenze, La Fenice, 1951. [tra il 1978 e il 1980 furono aggiunti 8 volumi di Appendice]
- Carteggio Arnaldo-Benito Mussolini, Firenze, La Fenice, 1954.
- B. Mussolini, Corrispondenza inedita, Milano, Edizioni del Borghese, 1972.